# Ř
Az ř a cseh és a felső szorb ábécé egyik betűje. Kiejtése: r̝. A nyelvek egyik leggyakoribb hangja. A sziléziai nyelv javasolt ortográfiájában is használták. Hasonló mássalhangzó megtalálható néhány norvég nyelvjárásban (Narvik környékén) és a berberben (különösen Rif-változatában).
A Unicode karakterjelek U + 0158 Ř és U+0159 ř. Mindkettő ábrázolható a ̌  (U+030C) kombinációs karakter felhasználásával.

## Története
A cseh ř fonéma az ócsehből származik a 13. században. A legrégebbi írott dokumentumok, amelyekből levezethető, 1237-ig nyúlnak vissza. Három elmélet létezik a fonéma eredetének magyarázatára. Az egyik elmélet szerint az e, í, i magánhangzók előtti r mássalhangzóból származhatott. A második elmélet azt állítja, hogy az ř az r fonémából alakult ki, amelyet a proto-szláv magánhangzó, a jeri követett (ь). Végül lehetséges, hogy a fonéma az r és a proto-szláv nazális hang kombinációjából vagy az rj alakból alakult ki. Például: r'epa> řepa, r'ěka> řěka> řeka, tr'i> tři, zvěr'ь> zvěr'> zvěř, kur'ę> kur'ě> kuřě> kuře, morje> mor'e> moře.